# 广东潮州卫生健康职业学院
广东潮州卫生健康职业学院（简称潮州卫职院），建于2021年，学校位于潮州市湘桥区铁铺镇231乡道与中山大道交界处，是广东省潮州市第一所市属公办全日制普通高等职业学校，也是粤东地区第一所卫生健康类高职院校。学院占地面积约3.14万平方米，总建筑面积约15万平方米，学制三年。

## 专业设置
- 护理
- 助产
- 药学
- 医学检验技术
- 康复治疗技术
- 食品检验检测技术

## 办学历史
根据《中华人民共和国高等教育法》《普通高等学校设置暂行条例》《普通本科学校设置暂行规定》《专科学历教育高等学校设置标准》和《教育部办公厅〈关于加快推进独立学院转设工作的实施方案〉的通知》（教发厅〔2020〕2号）等有关规定，经广东省高等学校设置评议委员会专家考察和评议，设立广东潮州卫生健康职业学院。
- 2019年7月13日，广东省调研组到潮州市进行潮州卫生职业学院筹建调研活动[2]。
- 2019年7月24日，广东食品药品职业学院帮扶团队进驻潮州市帮扶潮州卫生健康职业学院筹建[3]。
- 2019年9月4日，潮州卫生健康职业学院建设项目征地进行中[4]。
- 2019年10月28日，潮州卫生健康职业学院组织专家对学院专业设置进行论证[5]。
- 2019年12月9日，潮州卫生健康职业学院项目《建设项目选址意见书》公示[6]。
- 2020年3月29日，潮州市教育局潮州卫生健康职业学院项目《建设用地规划许可证》公示[7]。
- 2020年4月15日，潮州卫生健康职业学院开工建设[1]。
- 2021年5月10日，获批设置实施专科教育高等学校备案[8]。
- 2021年10月15日，广东潮州卫生健康职业学院正式启用[9]。